# Phacellula
Phacellula är ett släkte av svampar. Phacellula ingår i ordningen Exobasidiales, klassen Exobasidiomycetes, divisionen basidiesvampar och riket svampar.
|            | Graphiolaceae                         |
|            |                                       |
|            | Exobasidiaceae                        |
|            |                                       |
|            | Cryptobasidiaceae                     |
|            |                                       |
|            | Brachybasidiaceae                     |
|            |                                       |
| Phacellula | \| \| Phacellula gouaniae \| \| \| \| |
|            | \| \| Phacellula gouaniae \| \| \| \| |
|            | Cladosterigma                         |
|            |                                       |
|            | Phacellula gouaniae                   |
|            |                                       |

|  | Phacellula gouaniae |
|  |                     |